# Sisó de Bengala
El sisó de Bengala (Houbaropsis bengalensis) és un gran ocell de la família dels otídids (Otididae) i única espècie del gènere Houbaropsis. Habita sabanes amb pocs arbres de l'Àsia meridional, des del nord de l'Índia, cap a l'est fins al nord d'Assam, i a Cambodja i sud del Vietnam.